# Чукаро
Чукаро е защитена местност в България. Разположена е в землището на село Игралище, област Благоевград.
Разположена е на площ 211 ha. В периода от 18 февруари 1985 г. до 18 юни 2007 г. е буферна зона на резерват Соколата. След това е прекатегоризана в защитена местност.
На територията на защитената местност се забраняват:
- изгаряне на тревната и храстова растителност;
- изграждане на нови сгради, пътища, въжени линии и спортни съоръжения;
- разкриване на кариери, добив на инертни материали, полезни изкопаеми и др. дейности, с които се нарушава естествения облик на местността или водния и режим;
- използване на химически препарати за борба с вредителите или за торене на пасищата;
- ловуване;
- паша в земите от поземления фонд и поддържане на съществуващите заслони за животновъдството;
- провеждане на предвидените в лесоустройствения проект мероприятия в горските насаждения, с изключение на реконструкция и залесяване с неприсъщи за района видове;
- използване на обработваемите земи по предназначението им.[1]